# Train de Sainte-Anne-de-Beaupré

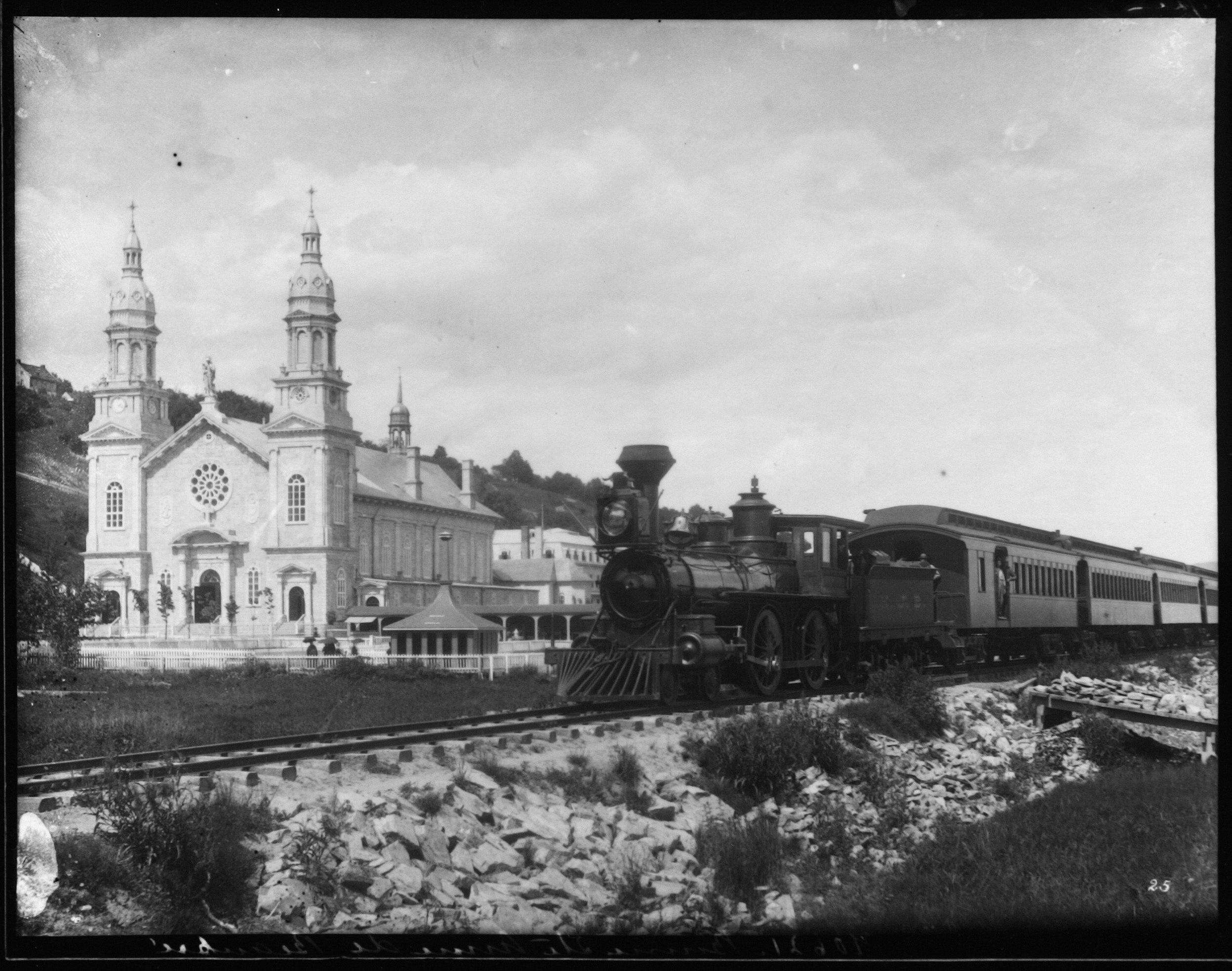
Train devant la basilique Sainte-Anne-de-Beaupré.

Le train de Sainte-Anne-de-Beaupré désigne deux trains bien différents dont l'un fut en service à partir du dernier quart du XIXe siècle tandis que le second entra en service en 1900.

## Historique
Deux types de train ont permis aux gens de voyager de Québec jusqu'à Sainte-Anne-de-Beaupré et même plus loin jusqu'à St-Joachim dans la dernière décennie du XIXe et la première moitié du XXe siècle. En 1889 fut construit un chemin de fer reliant Québec à Sainte-Anne-de-Beaupré constituant un premier tronçon de ce qui deviendra plus tard le Chemin de fer de Charlevoix. Dès lors, un train à vapeur que les gens appelaient le « train de la bonne Sainte Anne » s'occupait de convoyer les passagers pour se rendre à Sainte-Anne-de-Beaupré, lieu de pèlerinage.
Dès le tournant du siècle toutefois, apparut une ligne de chemin de fer électrifiée : un premier service reliant la ville de Québec au site de la chute Montmorency fut inauguré le 27 mai 1900, une autre section jusqu’à Sainte-Anne-de-Beaupré vit le jour le 15 août 1900 puis une troisième prolongeant ce service jusqu'à Saint-Joachim, le 6 septembre de la même année. Avec cette ligne de chemin de fer électrifiée apparut ainsi ce que les gens ont appelé « le petit train électrique de Sainte Anne » ou plus simplement, « le petit train de Sainte Anne ».  Dans les deux cas, les deux trains furent connus comme étant le « train de Sainte-Anne-de-Beaupré ».
L'arrivée du train sur cette voie le long du Saint-Laurent marquait la fin d'une époque car au milieu du XIXe siècle ce sont les bateaux à vapeur qui permettaient aux gens de Québec de se rendre à Sainte-Anne de Beaupré. Le train lui-même fut supplanté avec la construction dans les années 1950 de ce qui s'appellera le boulevard Sainte-Anne et l'arrivée d'un service d'autobus qui desservait toute la Côte-de-Beaupré forçant l'interruption du service du « petit train électrique de Sainte Anne » en mars 1959 marquant à son tour la fin d'une autre époque. Un demi-siècle plus tard, un train touristique a pris la relève de ses prédécesseurs faisant le trajet entre le site touristique de la chute Montmorency et la municipalité de La Malbaie. Ce dernier est désigné du nom de train du Massif de Charlevoix ou train de Charlevoix.